# Museum of Digital Art (Zürich)

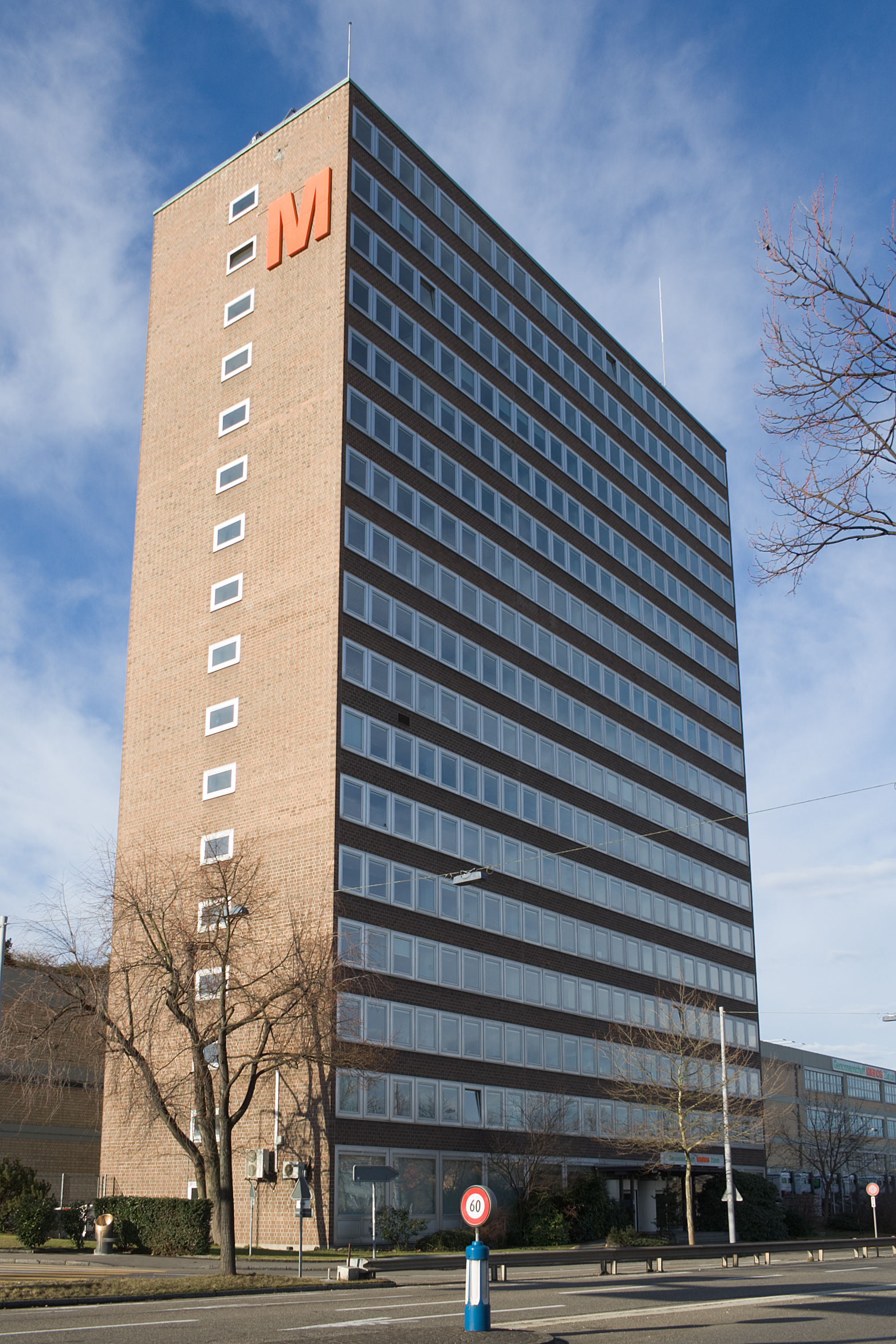
Herdern-Hochhaus

Das Museum of Digital Art (Akronym: MuDA) war ein 2016 eröffnetes Museum für digitale Kunst in Zürich. Es befand sich im Erdgeschoss des Herdern-Hochhauses der Genossenschaft Migros Zürich und bot unter anderem monatlich kostenlose Workshops an. Das Museum wurde Ende Juli 2020 geschlossen.

## Geschichte
Das Museum war von Christian Etter gegründet und kuratiert worden. Er hatte für die Konzeption und Umsetzung Caroline Hirt (* 1977) mit ins Boot geholt. Vor der Museumsgründung hatte Etter während zehn Jahren Teilzeit als Beraterin für IT-Firmen gearbeitet und daneben freie Projekte wie etwa die Swiss Game Awards betreut. Digitalswitzerland wählte die beiden 2018 zu den 100 wichtigsten Schweizerinnen und Schweizer der Digitalisierung.  
Träger des Museums war die Digital Arts Association aus Zürich. 2015 hatten die Gründer eine erfolgreiche Crowdfunding-Kampagne auf Kickstarter.com für den Umbau der Museumsfläche, gestartet mit welcher der Betrag von 111'111 USD eingesammelt wurde.